# Premis Mestre Mateo
Els Premis Mestre Mateo són uns guardons anuals entregats per l'Academia Galega do Audiovisual per fomentar el cinema i la televisió realitzats a Galícia. Es van començar a entregar l'any 2002, quan l'Acadèmia es va fer càrrec dels premis AGAPI que des de 1996 entregava l'Asociación Galega de Produtoras Independentes. Els premis s'entreguen en una gala en la qual col·labora la TVG.
Reben el seu nom del Mestre Mateo, realitzador de la major part del Pòrtic de la Glòria de la catedral de Santiago de Compostel·la.

## Història
Abans que es constituís l'Academia Galega do Audiovisual, l'Asociación Galega de Produtoras Independentes (AGAPI) era la responsable d'organitzar els premis anuals de l'audiovisual gallec, sota el nom de Premis AGAPI. Les cerimònies d'aquests premis es van celebrar entre els anys 1996 i 2001. El 2002 els premis van rebre el nom del cineasta Chano Piñeiro i van ser organitzats conjuntament per l'AGAPI i la nova associació de productores que s'acabava de constituir, l'AEGA.
L'any 2002 van adoptar la denominació actual i, per tant, van celebrar-se dues cerimònies del mateix any.

## Edicions
| Edició                              | Data               | Millor pel·lícula                      | Presentació                                                                                | Lloc                                           |
| ----------------------------------- | ------------------ | -------------------------------------- | ------------------------------------------------------------------------------------------ | ---------------------------------------------- |
| Premis Chano Piñeiro 2002           | 7 d'abril de 2002  | O bosque animado                       | Javier Veiga                                                                               | Palau de l'Òpera de la Corunya                 |
| 1a edició dels Premis Mestre Mateo  | 7 de juny de 2003  | Os luns ó sol                          | Javier Veiga                                                                               | Auditorio de Galicia, Santiago de Compostel·la |
| 2a edició dels Premis Mestre Mateo  | 26 de juny de 2004 | Trece badaladas O lapis do carpinteiro | Javier Veiga                                                                               | Pazo de Congresos de Santiago de Compostel·la  |
| 3a edició dels Premis Mestre Mateo  | 20 de març de 2005 | O ano da carracha                      | Moncho Borrajo                                                                             | Teatro Sala de Concertos de Caixanova, Vigo    |
| 4a edició dels Premis Mestre Mateo  | 19 de març de 2006 | León e Olvido                          | Luis Piedrahita                                                                            | Palacio de Exposicións e Congresos, la Corunya |
| 5a edició dels Premis Mestre Mateo  | 9 de maig de 2007  | Un franco, 14 pesetas                  | Manuel Manquiña i Antonio Durán "Morris"                                                   | Teatro Colón, la Corunya                       |
| 6a edició dels Premis Mestre Mateo  | 15 d'abril de 2008 | O neno de barro                        | Manuel Manquiña i Antonio Durán "Morris"                                                   | Teatro Jofre, Ferrol                           |
| 7a edició dels Premis Mestre Mateo  | 30 d'abril de 2009 | Os mortos van á présa                  | Sergio Zearreta                                                                            | Pazo da Cultura de Pontevedra                  |
| 8a edició dels Premis Mestre Mateo  | 17 d'abril de 2010 | Cela 211                               | Xosé Antonio Touriñán                                                                      | Pazo da Cultura de Narón                       |
| 9a edició dels Premis Mestre Mateo  | 28 d'abril de 2011 | 18 comidas                             | Belén Regueira i Xosé Antonio Touriñán                                                     | Auditori Municipal d'Ourense                   |
| 10a edició dels Premis Mestre Mateo | 28 d'abril de 2012 | Doentes                                | María Castro                                                                               | Palacio de Exposicións e Congresos, la Corunya |
| 11a edició dels Premis Mestre Mateo | 6 d'abril de 2013  | O Apóstolo                             | Cristina Castaño                                                                           | Palau de l'Òpera de la Corunya                 |
| 12a edició dels Premis Mestre Mateo | 12 d'abril de 2014 | Somos xente honrada                    | Roberto Vilar                                                                              | Palexco, la Corunya                            |
| 13a edició dels Premis Mestre Mateo | 11 d'abril de 2015 | Os fenómenos                           | Roberto Vilar                                                                              | Palexco, la Corunya                            |
| 14a edició dels Premis Mestre Mateo | 23 d'abril de 2016 | O descoñecido                          | Marga Pazos i Xosé Antonio Touriñán                                                        | Palau de l'Òpera de la Corunya                 |
| 15a edició dels Premis Mestre Mateo | 4 de març de 2017  | María (e os demais)                    | Iolanda Muíños                                                                             | Palexco da Coruña                              |
| 16a edició dels Premis Mestre Mateo | 3 de març de 2018  | Dhogs                                  | Iolanda Muíños                                                                             | Palau de l'Òpera de la Corunya                 |
| 17a edició dels Premis Mestre Mateo | 2 de març de 2019  | A sombra da lei                        | Camila Bossa, David Amor, Xúlio Abonjo, Fernando Epelde i Carolina Iglesias                | Palau de l'Òpera de la Corunya                 |
| 18a edició dels Premis Mestre Mateo | 7 de març de 2020  | O que arde                             | Patricia Vázquez                                                                           | Palau de l'Òpera de la Corunya                 |
| 19a edició dels Premis Mestre Mateo | 10 d'abril de 2021 | Ons                                    | Lucía Veiga                                                                                | Teatro Colón, la Corunya                       |
| 20a edició dels Premis Mestre Mateo | 19 de març de 2022 | Tres                                   | Antonio Durán, Iolanda Muíños, Javier Veiga, Mela Casal, Monti Castiñeiras i Isabel Blanco | Expocoruña                                     |
| 21a edició dels Premis Mestre Mateo | 11 de març de 2023 | O corpo aberto                         | Lucia Veiga, Javier Veiga i Iolanda Muiños                                                 | Auditori Municipal d'Ourense                   |

## Categories
- Millor llargmetratge
- Millor llargmetratge documental
- Millor pel·lícula de TV
- Millor programa de TV
- Millor sèrie de TV
- Millor sèrie web
- Millor documental
- Millor producció interactiva
- Millor producció de publicitat
- Millor curtmetratge de ficció
- Millor curtmetratge d'animació
- Millor direcció de producció
- Millor direcció de fotografia
- Millor maquillatge i pentinat
- Millor disseny de vestuari
- Millor direcció artística
- Millor muntatge
- Millor so
- Millor guió
- Millor banda sonora
- Millor direcció
- Millor realització
- Millor comunicador
- Millor interpretació masculina protagonista
- Millor interpretació masculina secundària
- Millor interpretació femenina protagonista
- Millor interpretació femenina secundària